# Muhlenbergia cuspidata
Muhlenbergia cuspidata là một loài thực vật có hoa trong họ Hòa thảo. Loài này được (Torr.) Rydb. mô tả khoa học đầu tiên năm 1905.

## Hình ảnh

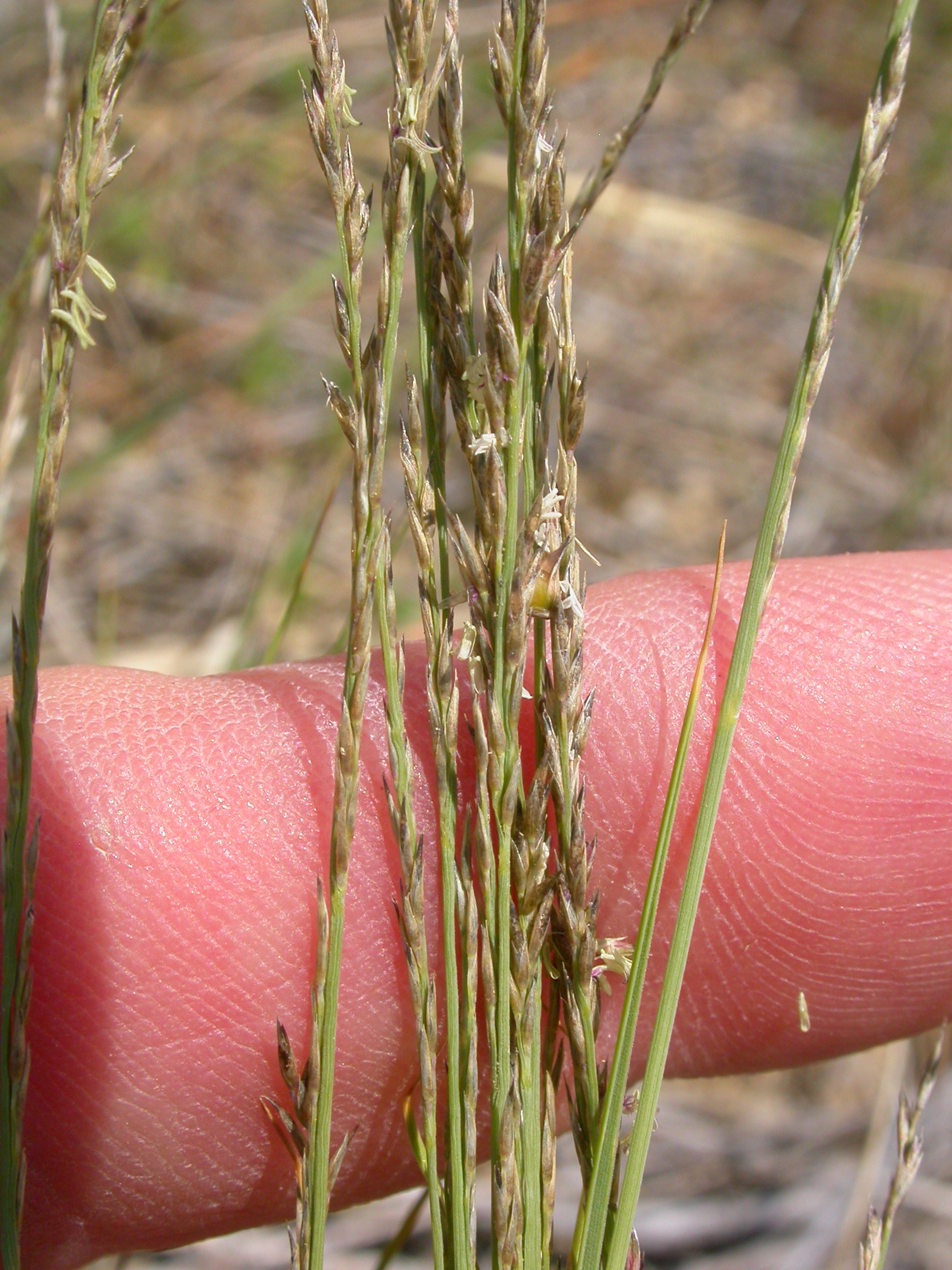
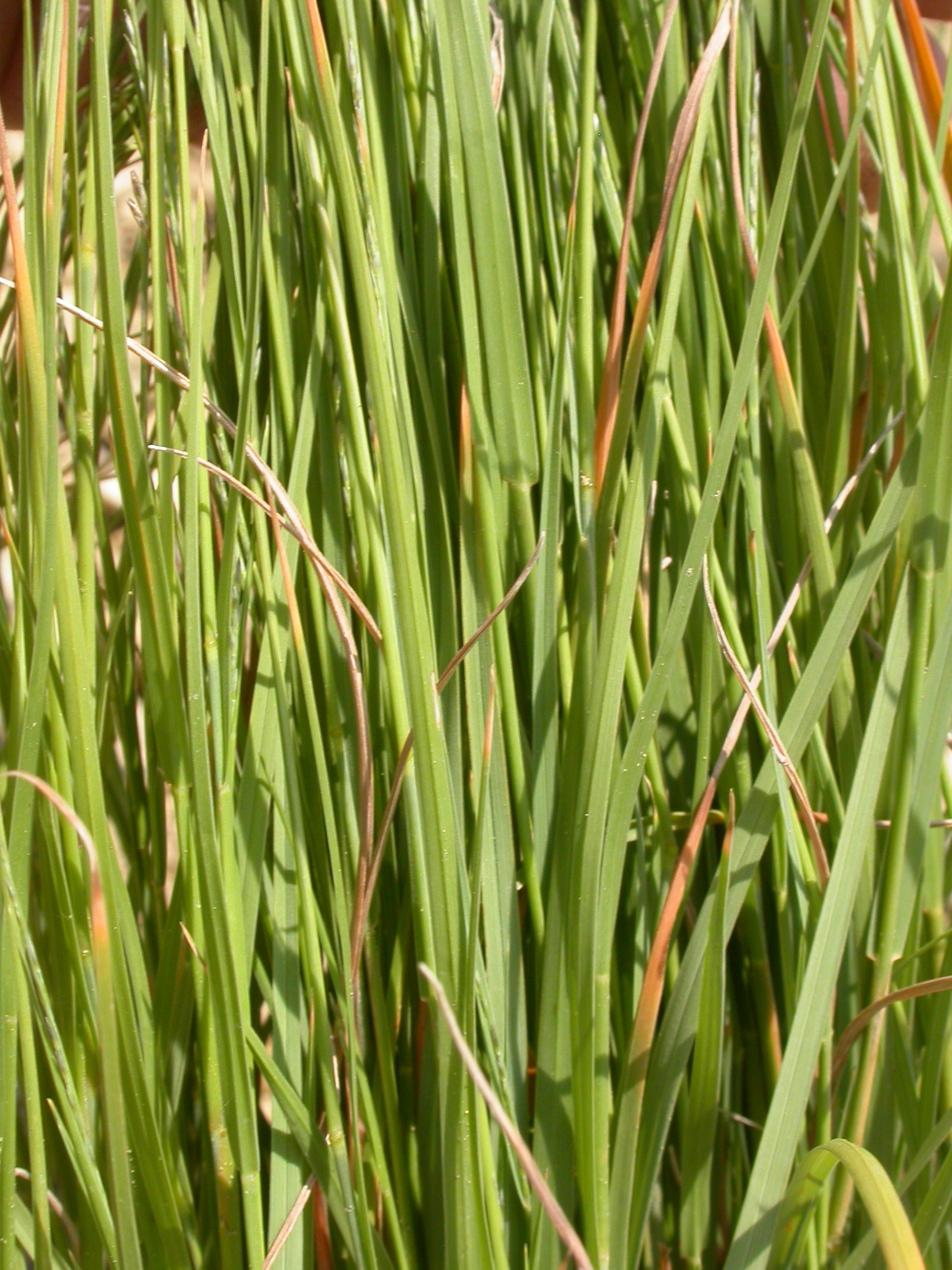
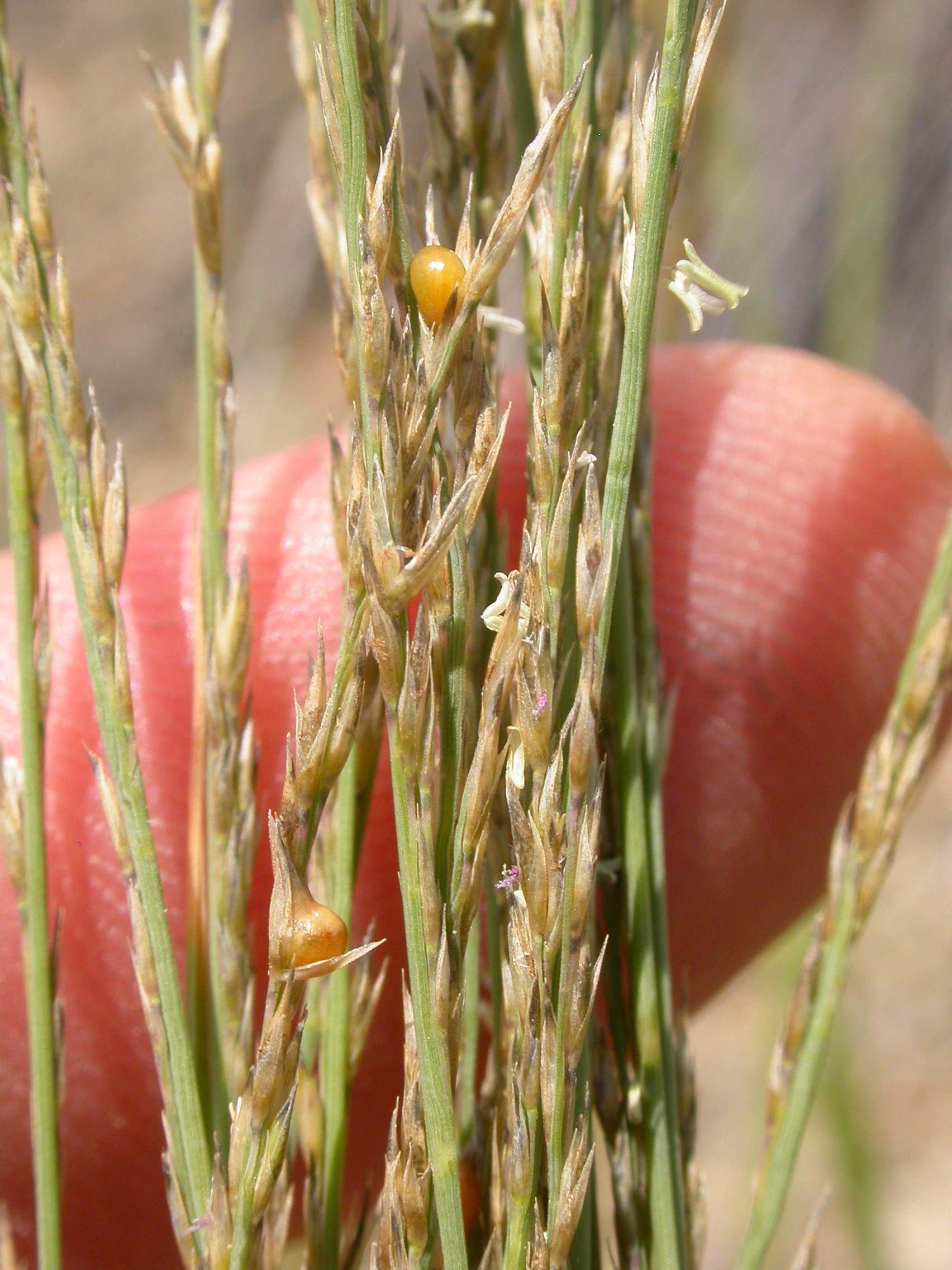
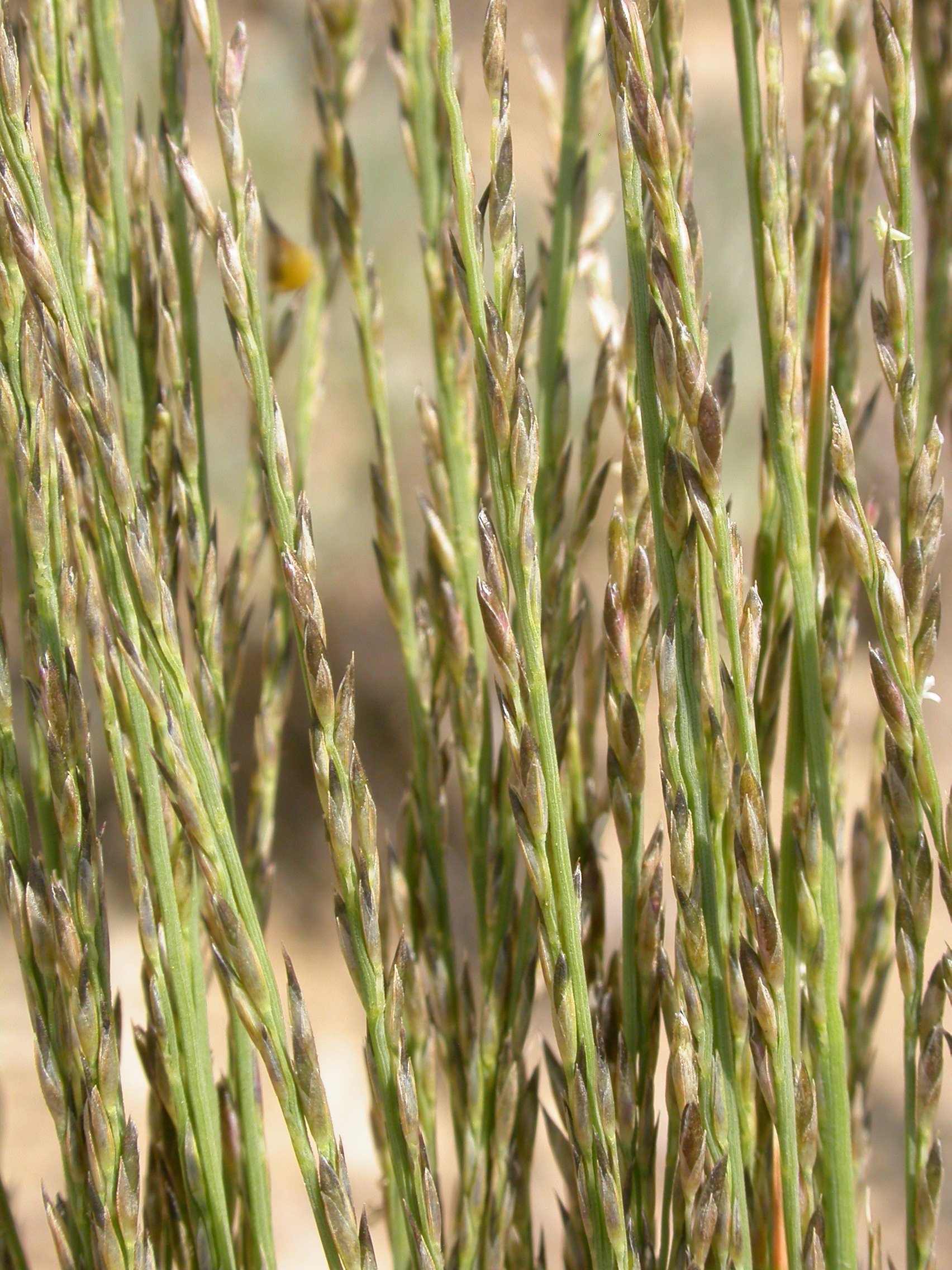